# Xenomerius
Xenomerius es un género de escarabajos de la familia Buprestidae.

## Especies
- Xenomerius baguenai (Cobos, 1959)
- Xenomerius bicolor Pochon, 1972
- Xenomerius ceballosi (Cobos, 1959)
- Xenomerius clermonti Obenberger, 1924
- Xenomerius cribratus (Waterhouse, 1887)
- Xenomerius guineae Kalashian, 1996
- Xenomerius laevipennis (Kerremans, 1892)
- Xenomerius pareumeroides Obenberger, 1924
- Xenomerius umtali Bellamy, 1990